# جاي غولد
جاي قاولد (بالإنجليزية: Jay Gould)‏ هو خبير مالي ورائد أعمال أمريكي، ولد في 27 مايو 1836 في Roxbury, New York ‏ في الولايات المتحدة، وتوفي في 2 ديسمبر 1892 في نيويورك في الولايات المتحدة بسبب سل.

## وصلات خارجية
- جاي غولد على موقع الموسوعة البريطانية (الإنجليزية)
- جاي غولد على موقع إن إن دي بي (الإنجليزية)